# Vandellia
Vandellia – rodzaj słodkowodnych ryb sumokształtnych z rodziny Trichomycteridae. 

## Występowanie
Ameryka Południowa.

## Klasyfikacja
Gatunki zaliczane do tego rodzaju:
- Vandellia beccarii
- Vandellia cirrhosa – wandelia[3], kandyra[3], karnero[3]
- Vandellia sanguinea

Gatunkiem typowym jest Vandellia cirrhosa.